# Kaestneria
Kaestneria là một chi nhện trong họ Linyphiidae.